# کامران نجف‌زاده
کامران نجف‌زاده (زادهٔ ۲۹ اردیبهشت ۱۳۵۸) روزنامه‌نگار، خبرنگار، گویندهٔ اخبار، نویسنده، مجری و مدرس کلاس‌های خبرنگاری است. وی خبرنگار سابق خبرگزاری صدا و سیما در نیویورک بود.

## زندگی و تحصیلات
نجف‌زاده متولد ۲۹ اردیبهشت ۱۳۵۸ در تهران (محله ستارخان) است. وی فارغ‌التحصیل رشتهٔ مهندسی ژنتیک است و فوق لیسانس خود را در رشته سینما گرفته است. وی در حال حاضر عضو انجمن صنفی روزنامه نگاران ایران و همچنین عضو اتحادیه خبرنگاران سازمان ملل است. نجف‌زاده در عین حال سفیر ویژه کودکان و سالمندان بهزیستی و سفیر بنیاد بیماری‌های نادر است.
مستندهای اجتماعی وی توسط چهره‌های شاخصی سیاسی و اجتماعی، کمک به بیماران نادر خوانده شد. بیماران ام‌اس تندیس انسانیت را به نجف‌زاده هدیه کردند.
وی در فیلم سینمایی بادیگارد ساخته ابراهیم حاتمی‌کیا در نقش یک خبرنگار بازیگری کرده است.
او متأهل است و یک فرزند دارد.

## روزنامه‌نگاری
وی پیش از اینکه وارد سازمان صدا و سیمای ایران شود در نشریه آرمان و کیهان ورزشی قلم می‌زد. او در ۱۹ سالگی جوان‌ترین سردبیر کیهان ورزشی شد. تا قبل از ورودش به واحد مرکزی خبر صدا و سیمای ایران، در زمینه روزنامه‌نگاری در چند روزنامه فعالیت داشته. کامران نجف‌زاده شعرها و نوشته‌هایش در مجلات مختلف مثل کیهان بچه‌ها به چاپ می‌رسید.

## کتاب
از جملهٔ دیگر کارهای نجف‌زاده می‌توان ورود او به حوزهٔ نویسندگی کتاب با نگارش دو مجموعهٔ «تلخه نارنج» و «هفت داستان» و غار ترسناک اسکلت‌ها اشاره نمود. پس از مأموریت فرانسه وی کتابی به نام خبرنگار ژنرال دوگل منتشر کرد. این کتاب به چاپ پنجم رسید و عواید آن به مؤسسه محک داده شد.

## واحد مرکزی خبر
کامران نجف‌زاده از سال ۱۳۸۱ فعالیت خود را در واحد مرکزی خبر (خبرگزاری صداوسیما) آغاز کرد. از سال ۱۳۸۴ در کنار حرفهٔ خبرنگاری خود در بخش خبری ۲۰:۳۰ به عنوان گوینده خبر نیز شروع به فعالیت نمود اما در سال نود از این بخش خبری جدا شد. وی مدرس کلاس‌های خبرنگاری نیز بوده است.
وی پس از پایان ماموریتش در دفتر صداوسیما در نیویورک در اواخر سال ۱۴۰۱، بازنشستگی خود از فعالیت‌های خبری را اعلام کرد و به سراغ ساخت و اجرای برنامه‌های تلویزیونی رفت. برنامه گفتگومحور برمودا با اجرای وی در شبکه نسیم، شاخص‌ترین فعالیت وی پس از دوران خبرنگاری‌اش بود.

## گزارش‌ها
او تا کنون خبرنگار بیش از ۲۰۰۰ دقیقه از گزارش‌های تلویزیون است. گزارش‌هایی مثل آقای دوربینی، علی کوچولو،  معدن، نرگسی‌ها، مسافران مهتاب، سری گزارش‌های شهر خاکستری، مصاحبه با خواننده یار دبستانی من، گزارش‌های وی از عراق و ….
همچنین در میان دیگر گزارش‌های نجف‌زاده می‌توان یاد کرد از گزارش او از کم جمعیت‌ترین مدرسهٔ ایران که بازتاب‌هایی جهانی داشت. عبدالمحمد شعرانی، معلم مدرسه کوچک کالو می‌گوید: «نجف‌زاده کالو را جهانی کرد»

## اعزام به کشورهای مختلف
کامران نجف‌زاده به عنوان خبرنگار اعزامی در کشورهای ایتالیا، سوئیس، مصر، اتریش و در بحرانی‌ترین جنگ‌های سال‌های اخیر حضور داشته و رویدادهای مختلف را پوشش خبری داده است طوری که تحسین‌برانگیز رسانه‌ها شده است.

## علاقه‌مندی‌ها
کامران نجف‌زاده از سقوط هواپیمای سی۱۳۰ به عنوان تلخ‌ترین خاطرهٔ کاریش یاد می‌کند. کسی که توانست با نحوهٔ متفاوت اجرا و گزارش‌هایش در بین علاقه‌مندان تلویزیونی دوست‌داران زیادی پیدا کند. کامران نجف‌زاده طرفدار پرسپولیس است و در دوران کودکی احمدرضا عابدزاده را خیلی دوست داشت.

## بازتاب فعالیت‌های رسانه ای
نام کامران نجف‌زاده در فهرست اسامی احتمالی چهره ماندگار مطرح شده است. علت این امر خلق نگاه و رویکردی جدید در مستندسازی بود که سرصدای زیادی به پا کرد و در رسانه‌ها مطرح شد (عصر ایران ۲۰۱۲) نجف‌زاده در سال ۱۳۹۴ به عنوان یار دوازدهم تیم ستارگان ایران در مقابل یاران فیگو و کارلوس به میدان رفت. به گزارش وب سایت رسمی نود این گوینده و خبرنگار بعداز عادل فردوسی پور و احسان علیخانی به عنوان ضلع سوم منتخب رسانه ملی در این تیم حضور پیدا کرد. به گفته مجید بهرمند (مدیرروابط عمومی باشگاه هنرمندان ایران) او به عنوان یک چهره برتر در عرصه خبر و گزارشگری به ترکیب تیم ستارگان اضافه شد.
ارتباط نجف‌زاده با جهان فوتبال در دوران گزارشگری اش کم نبوده از خبرنگاری ورزشی در روزنامه تا مصاحبه با عابدزاده بعد از کناره‌گیری اش تا مصاحبه او با لیونل مسی زمانی که در فرانسه حضور داشت. او که سال ۱۳۹۱ در نظرسنجی‌های نهادهای دانشگاهی و ارتباطاتی به عنوان محبوب‌ترین چهره تلویزیونی مطرح شده بود در کنار انتقادات صریح از مسئولان و شجاعت در ماموریت‌های خارج از کشور و کاندیدا شدن به عنوان چهره فرهنگی سال در روزنامه هفت صبح، دچار حواشی شهرت هم شده است از ثبت نام برای انتخابات مجلس شورای اسلامی تا تبلیغ ساعت در بیلبوردها که یکی در عرصه سیاست و یکی در عرصه ستاره سازی بوده. حضور او در عرصه سینما اما به بازی در بادیگارد محدود نشد. وی همیشه یکی از گزینه‌های اجرای جشنواره فجر بوده که اکثراً نپذیرفته است. اتفاقاتی که گرچه به وقوع نپیوست اما به دایره مخاطبان او در عرصه‌های متنوع افزود و از میزان اثرگذاری نجف‌زاده به عنوان یک خبرنگار در زمینه‌های مختلف خبر می‌دهد. چنان‌که او یک بار هم در مقام بازیگر در سکانسی از فیلم سینمایی بادیگارد ساخته ابرهیم حاتمی کیا هم بازی کرده است. البته در کنار این انتقادهایی هم در سالهای اخیر به نجف‌زاده مطرح شده است که از آن جمله می‌توان به انتقادهای رجا نیوز و روزنامه‌های دولتی نظیر کیهان اشاره کرد. انتقادهای برخی از رسانه‌های اصولگرا پس از آن شدت گرفت که نجف‌زاده در برنامه "صرفا جهت اطلاع " با تهیه گزارش‌هایی به رئیس‌جمهور و وزرای وقت انتقاد کرد و دربارهٔ نحوه جمع‌آوری ماهواره‌ها هم مطالب متفاوتی با ادبیات تلویزیون ارائه کرد.